# Lepisanthes perrieri
Lepisanthes perrieri là một loài thực vật có hoa trong họ Bồ hòn. Loài này được (Choux) Buerki, Callm. & Lowry mô tả khoa học đầu tiên năm 2009.